# 카를루스 필리프 시메느스 벨루
카를루스 필리프 시메느스 벨루(포르투갈어: Carlos Filipe Ximenes Belo, 1948년 2월 3일 ~ )는 동티모르의 로마 가톨릭 교회 주교이자 살레시오회 회원이다. 1996년 동티모르 분쟁의 평화적 해결에 기여한 공로를 인정받아 조제 하무스 오르타와 함께 노벨 평화상을 수상했다.

## 아동 성학대와 은폐 의혹
네덜란드 주간지 더 흐루너 암스테르다머는 카를루스 벨루 주교가 1990년대 동티모르 수도 딜리에서 가난한 소년들을 성적으로 학대하고 그 대가로 돈을 건넸다고 2022년 9월 28일 보도했다. 이에 대해 교황청은 이튿날 성명을 내고 "당시 주교의 행위와 관련한 의혹을 접수한 뒤(조사를 통해) 징계를 부과했다"고 밝혔다. 하지만 벨루 주교가 징계를 받기 이전에 교황청이 의혹을 은폐하거나 봐주기를 시도한 것 이니냐는 문제 제기도 나오고 있다. 벨루 주교는 2002년 건강상 이유로 딜리 교구의 사도 행정관에서 사임하겠다는 뜻을 교황청에 전했고 당시 교황 요한 바오로 2세는 이를 받아들였다. 이에 대해 교황청은 왜 그의 사임을 허락했고 그를 모잠비크로 보냈는지에 대해 일절 설명하지 않았다.